# Байрон Морено
Байрон Альдемар Морено Руалес (ісп. Byron Aldemar Moreno Ruales; 23 листопада 1969, Кіто) — еквадорський футбольний суддя. Арбітр ФІФА з 1996 до 2003 року. До 2003 року також обслуговував матчі чемпіонату Еквадору.

## Чемпіонат світу 2002
Байрон Морено отримав скандальну популярність на чемпіонаті світу 2002 року в матчі Італії проти Південної Кореї 18 червня. Спершу Морено поставив пенальті на ворота італійців на початку гри, потім у додатковий час нібито через офсайд не зарахував гол Даміано Томмазі, а врешті-решт дав другу жовту картку Франческо Тотті за симуляцію падіння у штрафному майданчику корейців. У підсумку збірна Південної Кореї виграла з рахунком 2:1 та вийшла до наступного кола змагань. Рішення Морено викликали шквал обурення в Італії та звинувачення в змові проти італійської збірної. Президент ФІФА Зепп Блаттер змушений був виступити з виправданнями, давши суддівству Морено вкрай низьку оцінку, але відкинувши заяви про упередженість судді. Лише через шість років Морено визнав скасування гола Томмазі помилковим, поклавши всю відповідальність за помилку на суддю на лінії.
Італійська преса одноголосно звинуватила Морено у поразці збірної Італії, не стримуючись у виразах. Після гри група італійських футболістів (Анджело Ді Лівіо, Дженнаро Гаттузо, Луїджі Ді Бьяджо та Крістіан Пануччі) намагалася відшукати суддю, який замкнувся в суддівській кімнаті на стадіоні й залишив арену лише пізно вночі в оточенні двадцяти поліцейських.

## Після чемпіонату світу
Після повернення з чемпіонату світу на батьківщину Морено відчув схвалення своїх земляків і на хвилі цієї підтримки виставив свою кандидатуру до міської ради еквадорської столиці Кіто. У вересні 2002 року, у розпал виборчої кампанії, він судив матч між міською командою «ЛДУ Кіто» та футбольним клубом «Барселона» з Гуаякіля. До останньої хвилини господарі поля програвали з рахунком 2:3. Морено оголосив про шість доданих хвилин, але насправді продовжив матч на 13 хвилин, упродовж яких футболісти з Кіто забили два м'ячі (на 99-й та 101-й хвилинах) і вирвали перемогу. Після цього Морено був відсторонений від суддівства на 20 матчів. У травні 2003 року, у своїй третій грі після повернення з дискваліфікації, Морено знову був усунутий від гри, цього разу на один матч, після того, як вилучив трьох гравців з команди «Депортіво Кіто» в матчі з «Депортіво Куенка» (1:1). Наступного місяця він припинив кар'єру, звинувативши у своєму відході низькі оцінки.
У 2010 році Байрона Морено заарештували в Нью-Йоркському аеропорту під час спроби провезти в США 6 кг героїну. За це правопорушення 23 вересня 2011 року він був засуджений Нью-Йоркським судом до двох із половиною років тюремного ув'язнення. За чотири місяці до закінчення терміну його звільнили, після чого Морено повернувся на батьківщину.